# Podhradie (Martin)
Podhradie (ungarisch Szucsányváralja – bis 1907 Podhrágy) ist eine Gemeinde im Norden der Slowakei mit 679 Einwohnern (Stand 31. Dezember 2024), die zum Okres Martin, einem Teil des Žilinský kraj, gehört und zur traditionellen Landschaft Turiec gezählt wird.

## Geographie

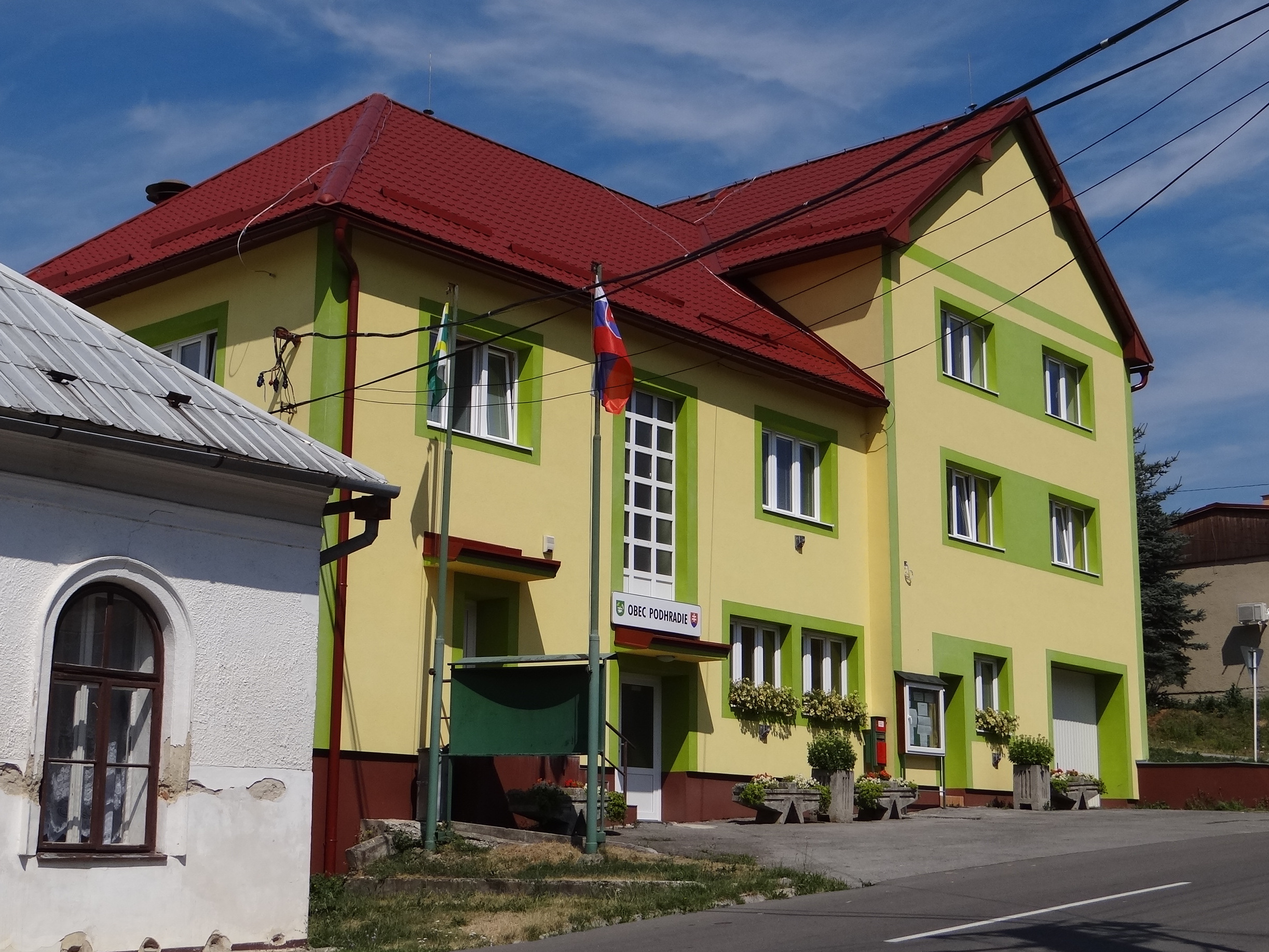
Sitz der Gemeindeverwaltung

Die Gemeinde befindet sich im nordöstlichen Teil des Turzbeckens (slowakisch Turčianska kotlina) am Fuße der Großen Fatra am Bach Podhradský potok im Einzugsgebiet der Waag. Das Gemeindegebiet umfasst das Tal des Podhradský potok bis zum Hauptkamm der Großen Fatra am Berg Kľak (1394 m n.m.) Das Ortszentrum liegt auf einer Höhe von 500 m n.m. und ist 14 Kilometer von Martin entfernt.
Verwaltungstechnisch gliedert sich die Gemeinde in den Hauptort Podhradie und Ortsteil Konské (1991 eingemeindet).
Nachbargemeinden sind Turany im Norden, Nolčovo im Nordosten, Ľubochňa im Osten, Sklabinský Podzámok im Süden und Turčianska Štiavnička im Westen.

## Geschichte

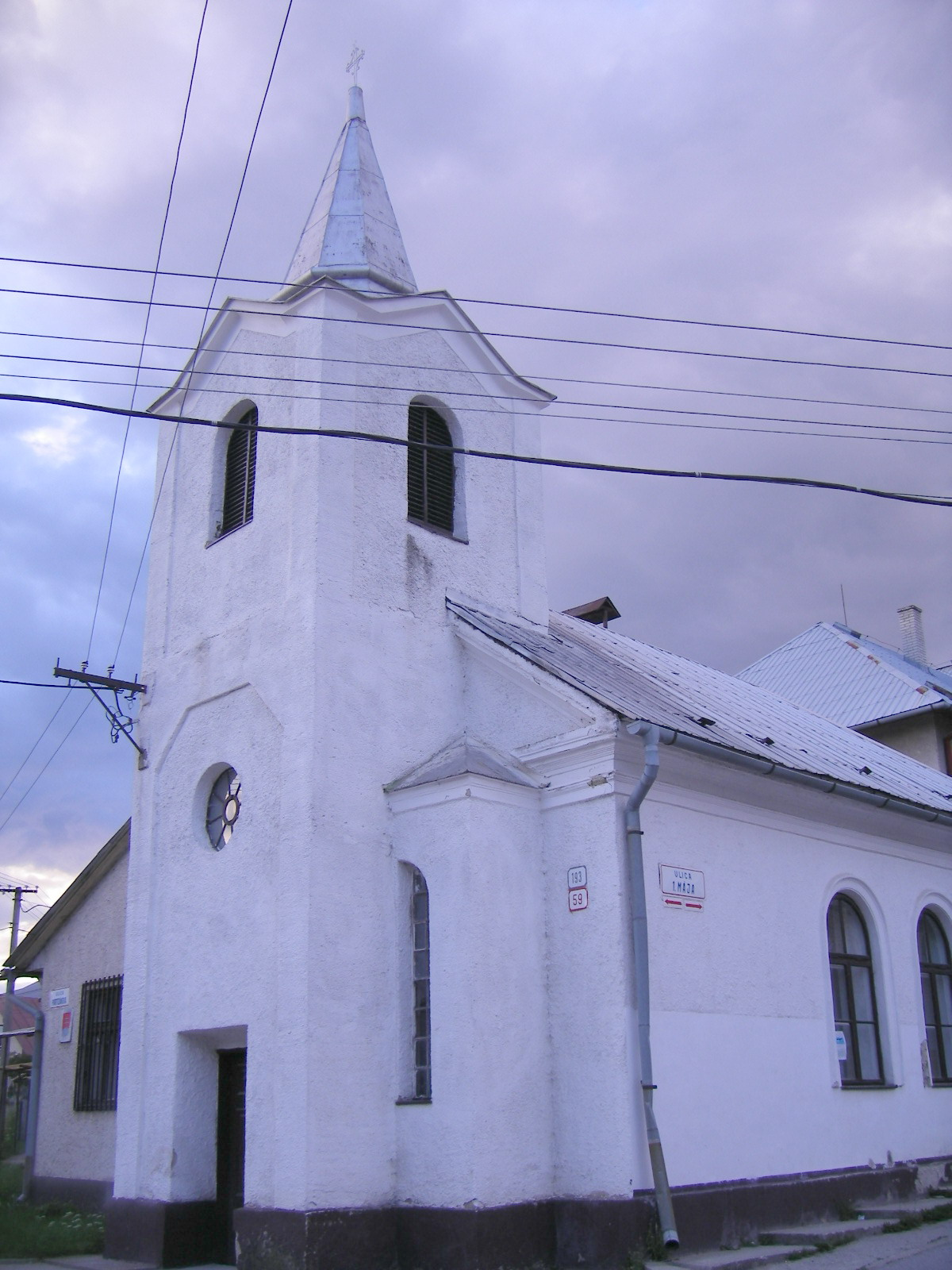
Evangelische Kirche

Der Ort wurde zum ersten Mal 1430 als Podhrady schriftlich erwähnt. Das Dorf lag im Herrschaftsgebiet von Sučany und war bis zum 19. Jahrhundert Besitz des Geschlechts Nyáry. 1715 gab es 23 Haushalte in Podhradie, 1785 hatte die Ortschaft 76 Häuser und 430 Einwohner, 1828 zählte man 63 Häuser und 367 Einwohner, die als Landwirte, Waldarbeiter und Weber beschäftigt waren.
Bis 1918 gehörte der im Komitat Turz liegende Ort zum Königreich Ungarn, kam danach zur Tschechoslowakei beziehungsweise heute Slowakei. In der ersten tschechoslowakischen Republik blieb die Bevölkerung bei traditionellen Haupteinnahmequellen. Ein Brand im Jahr 1957 richtete große Schäden in Podhradie an.

## Bevölkerung
| Jahr                | 1994 | 2004    | 2014    | 2024    |
| ------------------- | ---- | ------- | ------- | ------- |
| Anzahl der Personen | 715  | 688     | 668     | 679     |
| Unterschied         |      | −3,77 % | −2,90 % | +1,64 % |

| Jahr                | 2023 | 2024    |
| ------------------- | ---- | ------- |
| Anzahl der Personen | 676  | 679     |
| Unterschied         |      | +0,44 % |

Nach der Volkszählung 2011 wohnten in Podhradie 669 Einwohner, davon 660 Slowaken sowie jeweils ein Magyare und ein Einwohner anderer Ethnie. Sieben Einwohner machten keine Angabe zur Ethnie.
424 Einwohner bekannten sich zur Evangelischen Kirche A. B., 94 Einwohner zur römisch-katholischen Kirche, acht Einwohner zu einer anderen Konfession, drei Einwohner zur evangelisch-methodistischen Kirche, jeweils zwei Einwohner zur griechisch-katholischen Kirche und zur tschechoslowakischen hussitischen Kirche und jeweils ein Einwohner zu den Zeugen Jehovas und zur reformierten Kirche. 65 Einwohner waren konfessionslos und bei 69 Einwohnern wurde die Konfession nicht ermittelt.

## Bauwerke und Denkmäler
- Überreste der Burg Sučany oberhalb des Ortes
- evangelische Kirche